# Margot Benacerraf
Margot Benacerraf (Caracas, 14 agosto 1926 – Caracas, 29 maggio 2024) è stata una regista venezuelana.

## Biografia
Margot Benacerraf nacque a Caracas il 14 agosto 1926, figlia di immigrati marocchini di religione ebraica. Dopo essersi laureata all'Università Centrale del Venezuela nel 1947, ottenne una borsa di studio per studiare alla Columbia University. Si trasferì successivamente in Francia per studiare cinematografia presso l'Institut des hautes études cinématographiques di Parigi.
I suoi due film più noti furono Reverón e Araya, conosciuti in tutta l'America Latina. Nel primo la regista descrisse la vita del pittore venezuelano Armando Reverón, mentre in Araya mostrò la quotidianità dei lavoratori delle miniere di sale di Araya, un villaggio nell'est del Venezuela. Con quest'ultima pellicola partecipò al Festival di Cannes del 1959, dove vinse il premio FIPRESCI della critica internazionale.
Nel 1966 Margot Benacerraf fondò la Cinemateca Nacional de Venezuela nel 1966, divenendone anche direttrice per i tre anni successivi. Nel 1991, con l'aiuto dello scrittore e saggista Gabriel García Márquez, creò la fondazione Latin Fundavisual, incaricata di promuovere l'arte audiovisiva latinoamericana in Venezuela.
Durante la sua vita, Margot Benacerraf ricevette diversi riconoscimenti, tra i quali il Premio Nazionale del Cinema Venezuelano nel 1995. Nel febbraio 1987, l'Ateneo di Caracas inaugurò un cinema a lei intitolato, mentre nel 2019 venne insignita della Medaglia Páez delle arti per la sua carriera.
Margot Benacerraf morì a Caracas il 29 maggio 2024, all'età di 97 anni.

## Filmografia
- Reverón (1952)
- Araya (1959)